# Marie-Louise Dubreil-Jacotin
Pour les articles homonymes, voir Dubreil et Jacotin.
Marie-Louise Dubreil-Jacotin, née Jacotin le 7 juillet 1905 à Paris et morte le 19 octobre 1972 à Paris, est une mathématicienne française, spécialiste d'algèbre.

## Biographie
Fille d'un juriste, sous-chef de bureau au Crédit foncier de France, Marie-Louise Jacotin fait des études secondaires au lycée Jules-Ferry de Paris, où elle a comme enseignante de mathématiques Anna Cartan, la sœur du mathématicien Élie Cartan.
Après l'obtention du baccalauréat série mathématiques élémentaires en 1924, elle suit la classe de mathématiques spéciales du collège Chaptal, dont le directeur est le père d'une de ses meilleures amies. Le début de ses études supérieures s'avère semé d'embuches : elle se présente en 1925 au concours d'entrée à l’École normale supérieure (ENS), qui sert également de concours pour les bourses de licence des départements. Elle est suffisamment bien classée pour obtenir une bourse de licence mais est incitée par son professeur de mathématiques à refaire une année de préparation pour pouvoir être reçue à l’ENS. Elle est effectivement reçue deuxième en 1926. Cependant, à la suite de la circulaire du 2 mars 1912 qui considère l'école réservée aux hommes, elle est rétrogradée dans le décret d'admission à la 21e place, juste après les 20 premiers du classement, qui sont admis. En effet, le directeur de l'École estimait qu'une femme ne pouvait suivre la scolarité sous le régime, alors obligatoire, de l'internat. En compensation, on lui accorde une bourse de licence. Or une de ses anciennes camarades de lycée est la fille du rédacteur en chef du journal de l'ENS, Fernand Hauser, qui intervient auprès du ministre de l'Instruction publique, Édouard Herriot, et du directeur de l'enseignement supérieur. L'affaire est reprise par la grande presse. Saisi de cette question, le Conseil supérieur de l'Instruction publique autorise fin janvier 1927 son inscription comme élève externe en surnombre, ce qui est entériné par arrêté du 7 février 1927. Elle peut alors suivre les conférences de l'École en parallèle des cours de la faculté des sciences de l'université de Paris, en particulier les cours de mécanique des fluides d'Henri Villat, grâce auxquels elle obtient la licence ès sciences mathématiques. 
Nommée professeure agrégée de mathématiques en 1929,, Marie-Louise Jacotin obtient, avec l'aide du directeur des études de l'époque, Ernest Vessiot, une bourse pour entreprendre des recherches de physique mathématique à Oslo auprès du professeur norvégien Wilhelm Bjerknes.
Elle épouse Paul Dubreil à Paris en juin 1930 et suit celui-ci, alors boursier de la Fondation Rockefeller, en Allemagne où sa rencontre avec Emmy Noether est déterminante pour la suite, et en Italie où elle rencontre Levi-Civita, qui travaillait dans le même domaine qu'elle. Durant l'été 1931, le couple rejoint le groupe de recherche dirigé par Hilbert et Weyl à Göttingen. À la rentrée 1931, son mari succède à Henri Cartan à la faculté des sciences de Lille. Elle soutient sa thèse de doctorat ès sciences mathématiques en 1934, devant un jury de la faculté des sciences de l'université de Paris composé d'Ernest Vessiot, Gaston Julia et Henri Villat. Elle devient l'année suivante chargée de recherche de la Caisse nationale de la recherche scientifique (précurseur du Centre national de la recherche scientifique) à Rennes et est chargée du cours Peccot au Collège de France. Après la physique théorique, elle s'oriente vers l'algèbre et la théorie des nombres.
Son mari est nommé à Nancy. Elle est nommée chargée de cours à la faculté des sciences de l'université de Rennes en 1938, suppléante d'un professeur titulaire, puis maître de conférences de mathématiques générales à Lyon de 1939 à 1941, avant d'être transférée à nouveau à Rennes par échange de poste. En octobre 1943, elle est nommée professeur titulaire de la chaire de calcul différentiel et intégral à la faculté des sciences de l'université de Poitiers. Elle réunit autour d'elle une communauté de chercheurs qui comprend Arbault, Croisot, et Lesieur, enrichie, pour la théorie des demi-groupes, par Marcel-Paul Schützenberger.
Directrice de recherche du Centre national de la recherche scientifique durant l'année 1954-1955, elle est nommée maître de conférences à la faculté des sciences de l'université de Paris en 1956, chargée de la préparation au concours d'agrégation féminine de mathématiques, puis professeure titulaire à titre personnel deux ans plus tard.
Marie-Louise Dubreil-Jacotin est victime d'un accident de la circulation en 1972 et meurt cinq semaines plus tard d'un infarctus.

## Travaux
Sa thèse portait sur la mécanique des fluides. Après la rencontre avec Emmy Noether, elle travaille sur des problèmes d'algèbre, incluant les ensembles ordonnés, les demi-groupes, la théorie des idéaux. Elle forme une école à Poitiers, et après sa nomination à Paris, contribue à côté de son mari au rayonnement de l'algèbre. De ses deux livres, ce sont les Leçons d'algèbre moderne qui ont une diffusion large, y compris une traduction en anglais.
Elle s'intéresse également à la place des femmes dans les mathématiques et les sciences. et publie des articles sur des femmes scientifiques célèbres. Elle a contribué au chapitre intitulé « Figures de mathématiciennes » au livre de François Le Lionnais Les grands courants de la pensée mathématique.

## Livres
- Paul Dubreil et Marie-Louise Dubreil-Jacotin, Leçons d'algèbre moderne, Paris, Dunod, 1964, 2e éd., vii+401

- Paul Dubreil et Marie-Louise Dubreil-Jacotin (trad. A. Geddes), Lectures on modern algebra, Édimbourg, Oliver & Boyd, coll. « University Mathematical Monographs » (no 6), 1967, 2e éd., xii+364

- Marie-Louise Dubreil-Jacotin, Léonce Lesieur et Robert Croisot, Leçons sur la théorie des treillis des structures algébriques ordonnées et des treillis géométriques, Paris, Gauthier-Villars, 1953, viii+385

## Prix
- 1935 : prix Peccot du Collège de France[2]
- 1938 : prix de M. de Parville de l'Académie des sciences[2]

## Hommages
- Marie-Louise Dubreil-Jacotin donne son nom à la rue Marie-Louise-Dubreil-Jacotin dans le 13e arrondissement de Paris, ainsi qu'à une rue située sur le campus de l'université de Poitiers et Toulouse dans le quartier de Montaudran.
- Catherine Goldstein, Marie-Louise Jacotin (1905-1972) : « une histoire normale » : Conférence donnée dans le cadre du colloque anniversaire de la SMF., IHP, Paris, Société mathématique de France, 18 mars 2022 (lire en ligne). — Une vidéo sur Youtube est disponible